# Trappenhuis (Escher)
Trappenhuis is een lithografie van de Nederlandse kunstenaar Maurits Cornelis Escher, voor het eerst gedrukt in november 1951. Deze print meet 47,2 cm x 23,8 cm. Ze toont het interieur van een hoog bouwwerk, doorkruist met trappen en deuropeningen.
In totaal kruipen er 46 wentelteefjes (denkbeeldige wezens gemaakt door Escher) op de trap. Het wentelteefje heeft een lang, gepantserd lichaam met zes poten, mensachtige voeten, een papegaaiachtige snavel en ogen op stengels. Sommigen rollen door deuren naar binnen, wikkelen zich in een wielvorm en rollen zich vervolgens uit om de trap op te kruipen, terwijl anderen de trap af kruipen en omhoog rollen om eruit te rollen. Het wentelteefje verscheen eerder diezelfde maand voor het eerst in de litho Wentelteefje. Later die maand werd Trappenhuis uitgebreid tot een verticale lengte van 141 cm in een prent met de titel Trappenhuis II door een deel van de architectuur en wezens te herhalen en te spiegelen.